# Король Квинса
«Коро́ль Кви́нса» (англ. The King of Queens) — комедийный сериал, повествующий о супружеской паре Даге и Керри Хеффернен и отце Керри Артуре, которые живут под одной крышей: в доме № 3121 Aberdeen Street в Рего-Парк (Квинс, Нью-Йорк). Авторы идеи — Девид Литт и Майкл Вейтхорн. Сериал транслировался на экранах с 1998 г. по 2007 г. Общее количество эпизодов — 207, сезонов — 9. Создатели: Hanley Productions CBS Productions (1998), CBS Paramount Television (2007). Реализаторы: Columbia TriStar Television (1998), Sony Pictures Television (2002). Формат кадра: 480i 4:3 (SDTV), 1080i 16:9 (HDTV)
Сериал повествует о жизни Дугласа Хэффернена, курьера-экспедитора с избыточным весом и его жены, Керри, которая работает помощницей (секретарём) адвоката, в крупной юридической конторе. В пилотной серии жизнь семьи Хеффернен резко меняется в связи с тем, что отец Керри, Артур Спуннер, по оплошности устроил пожар в собственном доме, поэтому живёт теперь в подвале у зятя. Артур — человек, который имел в своей жизни 200 рабочих мест, не способен ни одно дело довести до конца, зато обладает характером, выводящим из себя даже любящую дочь.
Нетрудно догадаться, что Даг против такого соседства, которое сильно стесняет его личную жизнь, и мечтает снова «отвоевать» дом для себя и жены.

## Роли исполняли

### Основной состав
- Кевин Джеймс — Даглас Даг Хеффернен
- Лиа Ремини — Керри Хеффернен
- Джерри Стиллер — Артур Спунер, овдовевший отец Керри
- Виктор Уильямс — Дикен Палмер, лучший друг Дага
- Паттон Освальд — Спенсер Олчин, лучший друг Дага
- Гери Велинтайн — Дениэл Дэнн Хефернан, кузен Дага
- Николь Салливан (2001—2006) — Холли Шамперт, нанята Дагом и Керри для выгула Артура
- Ларри Романо (1998—2001) — Ричард Риччи Ианучи, лучший друг Дага

### Второстепенный состав
- Меррин Данги (1998—2001; 2003—2007) — Келли Палмер, жена Дикона и лучшая подруга Керри
- Лу Феррино (2000—2007) — самого себя
- Лиза Райиффил (1998) — Сара Спунер, младшая сводная сестра Керри
- Рэй Романо — друг Дага из Лонг-Айленда

### Приглашённые гости
- Осмонд, Донни, серия 110: «Supermarket Story» and серия 217: «Meet By-Product»
- Хёрт, Уильям, серия 425: «Shrink Wrap»
- Стиллер, Бен, серия 425: «Shrink Wrap»
- Бенц, Джули, серия 120: «Train Wreck»
- Клийн, Роберт, серия 211: «Sparing Carrie»
- Пер Салливан, Эрик, 2002: as young Arthur
- Флоренс Хендерсон, серия 308: «Dark Meet»
- Робертс, Эрик, серия 314: «Paint Misbehavin´»
- Саджак, Пэт, серия 317: «Inner Tube»
- Уайт, Ванна, серия 317: «Inner Tube»
- Гэвин Маклауд, серия 323: «S’no Job» and серия 418: «Hero Worship»
- Эллиотт, Крис, серия 408: "Lyin' Hearted and серия 817: «Buggie Nights»
- Гэрофэло, Джанин, серия 615: «Cheap Saks»
- Рейнхолд, Джадж, серия 607: «Secret Garden»
- Фавро, Джон, серия 618: «Trash Talker»
- Зийли, Тодд, серия 904: «Major Disturbance»
- Рейнольдс, Бёрт, серия 714: «Hi, School»
- Сэндлер, Адам, серия 909: «Mild Bunch»
- Романо, Рэй, в роли Рэя Романо в сериях 109: «Road Rayge», 119: «Rayny Day» 208: «Dire Strayts» and 810: «Raygin Bulls»
- Гэрритт, Брэд, в роли Robert Barone в серии 109: «Road Rayge»
- Бойл, Питер, в роли Frank Barone в серии 109: «Road Rayge»
- Робертс, Дорис, в роли Marie Barone в серии 119: «Rayny Day»
- Хитон, Патриция, в роли Debra Barone в серии 208: «Dire Strayts»
- Уэст, Эдам, серия 806: «Shear Torture»
- Гоулит, Роберт, серия 818: «Sold-Y Locks»
- Льюис, Хью, серия 821: «Hartford Wailer»
- Элли, Кёрсти, серия 814 «Apartment Complex»
- Щиррипа, Стив, серия 116: «S’Ain’t Valentine’s»
- Мани, Эдди, серия 423: «Eddie Money»
- Карлсон, Такер, серия 910: «Manhattan Project»
- Казан, Лэйни, сериях 910: «Manhattan Project» and 912: Китайский синдром
- Бёрман, Шелли, серия 22-522 (April 28, 2003): «Queens’bro Bridge» as Skitch (Arthur’s half-brother)
- Хандерсон, Дэн, серия 822: «Fight Schlub»
- Джексон, Куинтон, серия 822: «Fight Schlub»
- Кутюр, Рэнди, серия 822: «Fight Schlub»
- Тригг, Фрэнк, серия 822: «Fight Schlub»
- Дениэлс, Уилльям, серия 623: «Shuffle Board»
- МакКлинток, Эдди, серия 509: «Connect Four»

## Рейтинг и эпизоды
Список эпизодов телесериала «Король Квинса»
| Сезон | Время показа                                                     | Начало            | Конец        | Телесезон | № рейтинга | Зрители (в млн.) |
| ----- | ---------------------------------------------------------------- | ----------------- | ------------ | --------- | ---------- | ---------------- |
| 1     | Понедельник 20:30 (сентябрь 21, 1998 — май 17, 1999)             | сентябрь 21, 1998 | май 17, 1999 | 1998-1999 | #35        | 12.5             |
| 2     | Понедельник 20:00 (сентябрь 20, 1999 — май 19, 2003)             | сентябрь 20, 1999 | май 22, 2000 | 1999-2000 | #34        | 12.7             |
| 3     | Понедельник 20:00 (сентябрь 20, 1999 — май 19, 2003)             | октябрь 2, 2000   | май 28, 2001 | 2000-2001 | #26        | 13.4             |
| 4     | Понедельник 20:00 (сентябрь 20, 1999 — май 19, 2003)             | сентябрь 24, 2001 | май 20, 2002 | 2001-2002 | #21        | 13.9             |
| 5     | Понедельник 20:00 (сентябрь 20, 1999 — май 19, 2003)             | сентябрь 23, 2002 | май 19, 2003 | 2002-2003 | #27        | 13.0             |
| 6     | Среда 21:00 (октябрь 1, 2003 — май 18, 2005)                     | октябрь 1, 2003   | май 19, 2004 | 2003-2004 | #33        | 11.0             |
| 7     | Среда 21:00 (октябрь 1, 2003 — май 18, 2005)                     | октябрь 27, 2004  | май 18, 2005 | 2004-2005 | #48        | 9.8              |
| 8     | Понедельник 20:00 (сентябрь 19, 2005 — май 22, 2006)             | сентябрь 19, 2005 | май 22, 2006 | 2005-2006 | #49        | 10.0             |
| 9     | Среда 20:00 / Понедельник 21:30 (декабрь 6, 2006 — май 14, 2007) | декабрь 6, 2006   | май 14, 2007 | 2006-2007 | #33        | 11.4             |

## Показ сериала в странах мира
| - Албания: King of Queens (Mbreti i Kuins) (Vizion +) - Австралия: The King of Queens (111 Hits, Nine Network) - Австрия: King of Queens (ATV) - Босния и Герцеговина: Kralj Queensa (OBN) - Бразилия: The King of Queens (SET) - Канада: The King of Queens (Omni Television) - Хорватия: Kralj Queensa (Nova TV) (RTL) - Дания: Kongen af Queens (TV 2, TV 2 Zulu) - Финляндия: Kellarin kunkku (Nelonen) - Франция: Un Gars du Queens (Comédie!) - Германия: King of Queens (RTL II, Kabel eins, TNT Serie) - Греция: Ο Βασιλιάς του Κουήνς (Alpha TV) - Венгрия: Férjek gyöngye (Viasat 3) - Индия: The King of Queens (Star World) - Ирландия: The King of Queens (RTÉ Two, Comedy Central) - Исландия: The King of Queens and Kóngur Queens (Skjár 1) - Израиль: מלך השכונה (HOT3, Yes stars 3) | - Италия: King of Queens (Comedy Central) - Мексика: The King of Queens (Sony Entertainment Television) - Нидерланды: The King of Queens (RTL 5) - : King of Queens (Comedy Central) - Норвегия: Kongen av Queens (TV3, TV 2) - Пакистан: The King of Queens (Star World) - Филиппины: The King of Queens (Maxxx) - Польша: Diabli Nadali (Polsat, Comedy Central, Comedy Central Family, TVN7) - Португалия: O Rei do Bairro (TVI); Eu, Ela e o Pai (SIC Radical, SIC Mulher) - Румыния: Trăsniţii din Queens (TVR2); - Россия: Король Квинса (РЕН ТВ); - Испания: El Rey de Queens (La Sexta) - Словения: Domače kraljestvo (Kanal A) - Швеция: Kungen av Queens (TV4) - Швейцария: King of Queens (SF zwei) - Турция: King of Queens (CNBC-e), (ComedyMax) - Великобритания: The King of Queens (Comedy Central UK, Channel 4) - США: The King of Queens (TBS, various local stations) |

## Продажи
| Название DVD                | Кол. эп. | Дата реализации   | Дата реализации   | Дата реализации           | Дата реализации     | Дата реализации      |
| Название DVD                | Кол. эп. | Регион 1 (США)    | Регион 1 (Канада) | Регион 2 (Великобритания) | Регион 2 (Германия) | Регион 4 (Австралия) |
| --------------------------- | -------- | ----------------- | ----------------- | ------------------------- | ------------------- | -------------------- |
| The Complete First Season   | 25       | ноябрь 18, 2003   | август 11, 2009   | январь 29, 2007           | ноябрь 26, 2004     | January 11, 2007     |
| The Complete Second Season  | 25       | апрель 20, 2004   | август 11, 2009   | июль 9, 2007              | март 31, 2005       | июль 12, 2007        |
| The Complete Third Season   | 25       | февраль 22, 2005  | август 11, 2009   | сентябрь 15, 2008         | сентябрь 2, 2005    | июль 31, 2008        |
| The Complete Fourth Season  | 25       | апрель 14, 2005   | январь 5, 2010    | февраль 9, 2009           | декабрь 2, 2005     | январь 15, 2009      |
| The Complete Fifth Season   | 25       | июнь 20, 2006     | январь 5, 2010    | май 18, 2009              | май 26, 2006        | май 7, 2009          |
| The Complete Sixth Season   | 24       | сентябрь 19, 2006 | январь 5, 2010    | июль 13, 2009             | нояюбрь 24, 2006    | август 6, 2009       |
| The Complete Seventh Season | 22       | январь 16, 2007   | ноябрь 9, 2010    | март 22, 2010             | март 9, 2007        | апрель 1, 2010       |
| The Complete Eighth Season  | 23       | май 1, 2007       | ноябрь 9, 2010    | июнь 21, 2010             | август 24, 2007     | июнь 3, 2010         |
| The Complete Ninth Season   | 13       | сентябрь 25, 2007 | ноябрь 9, 2010    | сентябрь 20, 2010         | октябрь 19, 2007    | сентябрь 16, 2010    |
| The Complete Series Box Set | 207      | ноябрь 6, 2007    | н.д.              | н.д.                      | март 7, 2008        | н.д.                 |